# Дмитрієв Юрій Олексійович
Ю́рій Олексі́йович Дми́трієв (рос. Юрий Алексеевич Дмитриев; нар. 28 січня 1956, Петрозаводськ, Карело-Фінська РСР (тоді в складі СРСР), нині це Республіка Карелія в складі Російської Федерації) — російський дослідник історії політичного терору в СРСР, краєзнавець, правозахисник, публіцист, громадський діяч, політв'язень.

## Життєпис
Народився в Петрозаводську. Виховувався в сім'ї радянського офіцера як прийомний син. За часів СРСР жив у Карельській АРСР, БРСР, УРСР (м. Чернігів), а також певний час за кордоном — у Німецькій Демократичній Республіці. На строковій військовій службі перебував у Радомишлі й Гостомелі. Повернувся до Карелії 1977 року, працював слюсарем, закінчив комунально-будівельний технікум (1984), згодом працював головним інженером фабрики.
З 1989 — в політиці: помічник-секретар народного депутата СРСР (закінчив навчання в парламентському відділенні Московського політичного інституту, політолог), після путчу 1991 року — помічник народного депутата РСФСР, згодом — депутата Держдуми Росії.

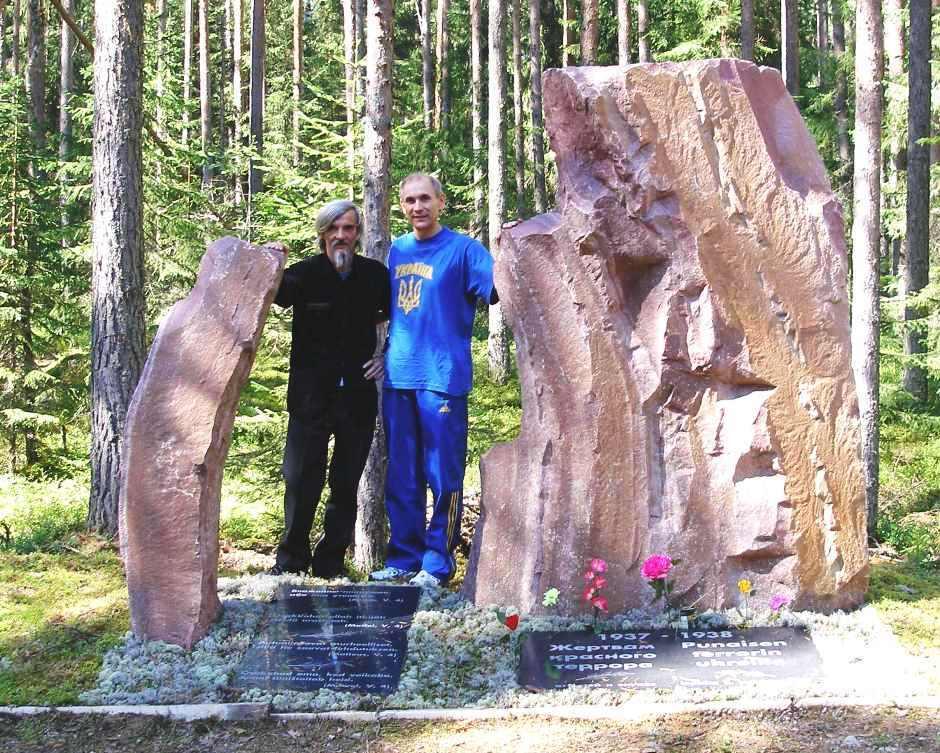
Біля пам'ятника «Жертвам червоного терору» автор його проєкту Юрій Дмитрієв (зліва) і український письменник Сергій Шевченко (Красний Бор, 2007)

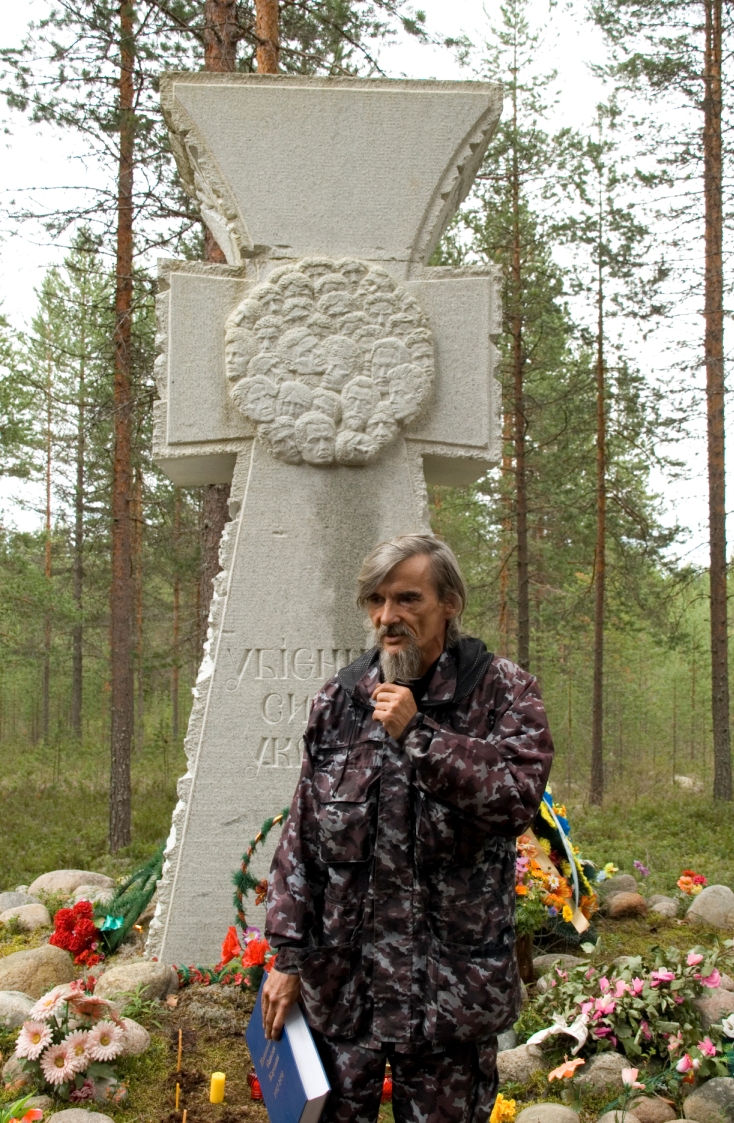
Юрій Дмитрієв промовляє на мітингу біля Козацького хреста «Убієнним синам України» (Сандармох, 2008). Фото Сергія Шевченка

Член карельського «Меморіалу» (1990—1997). У 1996—2000 роках — депутат Петрозаводської міськради. Був президентом Карельської регіональної громадської організації «Академія соціально-правового захисту» (1997—2009), створеної з метою проведення архівних досліджень, що стосуються жертв більшовицького терору і пошуку згадок про місця їх поховань у Карелії. Член Карельської республіканської комісії з відновлення прав жертв політичних репресій. Як пошуковець брав участь в ексгумації останків жертв репресій (Сулажгора), розшукував і досліджував місця розстрілів під Петрозаводськом (1989—1992). Під час спільної експедиції з Веніаміном Іофе, Іриною Фліге (Науково-інформаційний центр «Меморіал», Санкт-Петербург) та ін. віднайшов місце масових розстрілів і поховань людей — урочище Сандармох у Медвеж'єгорському районі Карелії (1997), де 27.10.—4.11.1937 було розстріляно 1111 в'язнів Соловецької тюрми особливого призначення, у тому числі сотні українців (2004 року зусиллями світового українства там встановлено пам'ятник Козацький хрест «Убієнним синам України»). Серед страчених Микола Куліш, Лесь Курбас, Антін Крушельницький, Микола Зеров, Валер'ян Поліщук, Мирослав Ірчан, Григорій Епік. Дослідив місце розстрілів (1998) і є автором проєкту встановленого на Меморіальному кладовищі «Красний Бор» пам'ятника «Жертвам червоного терору» (2006). Самостійно віднайшов санітарне поховання будівничих Біломорканалу «Борсуча гора» в районі 8-го шлюзу в Карелії (2003). Досліджував масові поховання розстріляних в'язнів на схилах Сікирної гори та в інших місцях Соловецьких островів (2004—2006), виявив кладовище поблизу міста Кем на узбережжі Білого моря (2007), як експерт працював із групою дослідників поховань жертв репресій в Україні (меморіал «Биківнянські могили», 2001).
Житель Петрозаводська, має двох дорослих дітей (проживають окремо) і прийомну доньку.

### Арешт і суди
У Петрозаводську 13 грудня 2016 року Ю. Дмитрієва затримано у власній квартирі, 15 грудня заарештовано за звинуваченням у виготовленні порнографічних матеріалів. Сам Ю. Дмитрієв назвав арешт провокацією спецслужб і «сюрреалізмом».
Публікації з осудом репресивних дій щодо Ю. Дмитрієва вмістив у ЗМІ України дослідник політичного терору, публіцист Сергій Шевченко. У Києві 27 грудня 2016 року оприлюднено листа української громадськості на захист Юрія Дмитрієва. Його підписали історики, правозахисники, політичні й громадські діячі, серед них Володимир В'ятрович, Ганна Гопко, Вікторія Сюмар, Микола Княжицький. У зверненні причиною арешту названо «помсту російської влади за розкриття виконавців репресій у 1930-х роках».
Після більш як року тримання в слідчому ізоляторі й відмови Петрозаводського міського суду залишити в силі запобіжний захід, з 27 січня 2018-го Ю. Дмитрієва звільнено з-під арешту (обмеження — підписка про невиїзд). Вдруге затриманий 27 червня 2018 року як підозрюваний у новій кримінальній справі, згодом арештований, відправлений на психіатричну експертизу до Санкт-Петербурга (жодних відхилень в арештованого не виявили). Судові засідання в другій справі проводилися в закритому режимі. Міжнародна громадськість весь час підтримувала політв'язня, виступала на його захист, вимагала припинення гонінь.
Петрозаводський міський суд 22 липня 2020 року оголосив Дмитрієву вирок — 3,5 року позбавлення волі (на ділі — майже до відбутих років у слідчому ізоляторі) за «вчинення насильницьких дій сексуального характеру» щодо неповнолітньої прийомної доньки й водночас виправдав за статтями про виготовлення порнографії, розпусні дії, зберігання зброї. Проте 29 вересня Верховний суд Карелії збільшив засудженому строк до 13 років колонії. Міжнародний Меморіал назвав ухвалу «помстою системи» й заявив, що боротиметься за скасування вироку.

## Творчість
Автор і укладач книжок, має наукові публікації, деякі перекладено іноземними мовами. Автор низки статей у періодиці, консультант науково-популярних та історичних фільмів. Співпрацює з дослідниками з Данії, ФРН, Польщі, Росії, США, України, Фінляндії, Швеції.

## Нагороди, відзнаки
- Золотий Хрест Заслуги (Республіка Польща) (2015)[16]
- Національна літературна премія «Золотое Перо Руси» (2005)[17]
- Почесна грамота Республіки Карелія (2016)
- орден «За мужність» премії імені Андрія Сахарова «За журналістику як вчинок» (2018)
- Премія Московської Гельсінкської групи (2018)[18]
- Премія шведського Фонду пам'яті Анни Дальбек (2020) — за громадянську мужність у боротьбі за права людини[19]
- Премія свободи імені Андрія Сахарова (2021)[20]

Має також відзнаки державних органів і громадських організацій України.
Проєкт «Сандармох» Юрія Дмитрієва відзначено Премією імені Єгора Гайдара — у номінації «За дії, що сприяють формуванню громадянського суспільства» (2019).